# EN 60601-2-38
Die EN 60601-2-38 mit dem Titel „Medizinische elektrische Geräte – Teil 2-38: Besondere Festlegungen für die Sicherheit von elektrisch betriebenen Krankenhausbetten“ war Teil der Normenreihe EN 60601.
Herausgeber der DIN-Norm DIN EN 60601-2-38 war das Deutsche Institut für Normung.
Die Norm basiert auf der internationalen Fassung IEC 60601-2-38. Im Rahmen des VDE-Normenwerks ist die Norm als VDE 0750-2-38 klassifiziert, siehe DIN-VDE-Normen Teil 7.
Diese Ergänzungsnorm regelte allgemeine Festlegungen für die Sicherheit, Prüfungen und Richtlinien von elektrisch betriebenen Krankenhausbetten. Zweck ist es, Merkmale der Basissicherheit sowie Prüfungen zu beschreiben und zusätzlich Anleitungen für ihre Anwendung zu geben.

## Gültigkeit
Die deutsche Ausgabe Juli 2001 ist ab ihrem Erscheinungsdatum als Deutsche Norm angenommen.
- Die letzte Fassung (7.2001) war korrespondierend mit der 2. Ausgabe der DIN EN 60601-1 anzuwenden.
- EN 60601-2-52:2010-12 ersetzt die mit ihrem Erscheinen zurückgezogene EN 60601-2-38

## Zusatzinformation
Folgende Anforderungen waren in der EN 60601-2-38 enthalten (Auszug):
- Schutz vor mechanischen Gefährdungen (Fahrbarkeit, aufgehängte Massen, Stabilität, Lastfestigkeit)
- Schutz vor Gefahren durch eindringende Flüssigkeit
- Fehlerfälle
- Konstruktion